# Boczań
Boczań (1224 m) – wzniesienie w reglowej części Tatr Zachodnich, nad Doliną Jaworzynką. Stanowi zachodnie odgałęzienie Wysokiego (1287 m). Od Skupniowego Upłazu oddziela go Skupniów Przechód i Skupniów Żleb. Zarówno wierzchołek, jak i stoki porasta las.
Dawniej opadające do Doliny Jaworzynki stoki Boczania były bezleśne, las został tutaj wycięty na potrzeby huty w Kuźnicach, zaś bezleśne stoki stanowiły tereny wypasowe Hali Jaworzynka. Znajduje się w nich kilka skał – Cyganka, Cycek i inne. Jest też jedna jaskinia – Jaskinia w Cycku. W owym czasie nazwa Boczań dotyczyła tylko tych stoków, dopiero później została przeniesiona na całe wzniesienie. Po zniesieniu wypasu stoki Boczania zostały zalesione modrzewiami. Oprócz nich rosną tu jeszcze świerki, wśród których wyjątkowo licznie występuje powojnik alpejski.
Przez nienazwane, płytkie siodło między Boczaniem a Wysokim oraz północną stroną Boczania, kilkanaście metrów poniżej jego grzbietu, prowadzi popularny szlak turystyczny na Dolinę Gąsienicową. Odcinek przez Boczań pozbawiony jest zupełnie widoków, gdyż jest zalesiony. Turyści wydeptali kilka ścieżek prowadzących od tego szlaku na widokowe punkty w grzbiecie Boczania.

## Szlaki turystyczne
– niebieski z Kuźnic przez Boczań i Skupniów Upłaz na Przełęcz między Kopami.
- Czas przejścia z Kuźnic na Boczań: 30 min, ↓ 20 min
- Czas przejścia z Boczania na przełęcz: 1:10 h, ↓ 45 min

W 1952 r. szlak prowadzący z Kuźnic przez Boczań do Hali Gąsienicowej nazwano Szlakiem Lenina.